# Manuel De Vecchi
Manuel De Vecchi (ur. 8 października 1980 w Weronie) – włoski kolarz BMX, srebrny medalista mistrzostw świata.

## Kariera
Największy sukces w karierze Manuel De Vecchi osiągnął w 2008 roku, kiedy zdobył srebrny medal w konkurencji cruiser podczas mistrzostw świata w Taiyuan. W zawodach tych wyprzedził go jedynie Francuz Thomas Hamon, a trzecie miejsce zajął Wenezuelczyk Jonathan Suárez. Był to jedyny medal wywalczony przez De Vecchiego na międzynarodowej imprezie tej rangi. W 2008 roku wystąpił na igrzyskach olimpijskich w Pekinie, ale nie awansował do finału. Podobnym rezultatem zakończył start na igrzyskach w Londynie w 2012 roku.